# Vanhoeffenura abyssalis
Vanhoeffenura abyssalis är en kräftdjursart som först beskrevs av Wolff 1962.  Vanhoeffenura abyssalis ingår i släktet Vanhoeffenura och familjen Munnopsidae.
Artens utbredningsområde är havet kring Nya Zeeland. Inga underarter finns listade i Catalogue of Life.